# Maria Cecília de Souza Minayo
Maria Cecília de Souza Minayo (Itabira (Minas Gerais), 22 de març de 1938) és una socióloga brasilera. Investigadora emérita de la Fundació Oswaldo Cruz (Fiocruz), es va destacar en la investigació sobre violència a partir de la utilització de mètodes qualitatius en salut. A l'Escola Nacional de Salut Pública Sergio Arouca (ENSP), va fundar el Centre Llatinoamericà d'Estudis de Violència i Salut Jorge Careli (CLAVES), l'any 1988.

## Biografia
Llicenciada en Sociologia per la Universitat Federal del Rio de Janeiro (1977) i pel Queens College de la Universitat de la Ciutat de Nova York (1979), va realitzar un mestratge en Antropologia Social en el Museu Nacional de Rio de Janeiro i un doctorat en Salut Pública a l'Escola Nacional de Salut Pública (ENSP) de la Fundació Oswaldo Cruz (Fiocruz). En aquesta institució, en la qual va ingressar el 27 de novembre de 1989, va dirigir desenes de tesis i dissertacions, especialment en l'aplicació de mètodes qualitatius de investigacions aplicades sobre accidents i violències des d'una perspectiva sanitarista. A la ENSP/Fiocruz, el 1988 va fundar el Centre Llatinoamericà d'Estudis de Violència i Salut Jorge Careli (CLAVES), que es va convertir en departament l'any 2015, contribuint amb el coneixement científic produït sobre la temàtica en el país. Va rebre el títol d'investigadora emèrita de la Fiocruz el 2019.
Entre 1993 i 1997, va presidir l'Associació Brasilera de Salut Col·lectiva (Abrasco), des d'on va contribuir a la consolidació d'una particular visió llatinoamericana del camp de la salut pública. Des del 1996 és directora en cap i fundadora de la Revista Ciència & Salut Col·lectiva.
El 2008, va rebre el títol Doctor Honoris Causa per la Universidad Nacional de Cajamarca (Perú) i, el 2018, el de Benemérita per l'Assemblea Legislativa de l'Estat de Rio de Janeiro (Alerj) per la coordinació de la investigació "Missió prevenir i protegir: condicions de vida, treball i salut dels policies militars de Rio de Janeiro".

## Obra
D' entre la seva extensa bibliografia destaquen: O desafio do conhecimento: pesquisa qualitativa em saúde (1992) i Violência e saúde (2006)